# Station Bodung
Station Bodung is een halte in Årnes-Bodung in de gemeente Nes in fylke VikenAkershus  in  Noorwegen. De halte ligt aan Kongsvingerbanen. Bodung dateert uit 1913. 